# Ardoch Algonquin First Nation
Die Ardoch oder Ardoch Algonquin First Nation sind eine der kanadischen First Nations in der Provinz Ontario. Sie werden allerdings von der Regierung nicht anerkannt. Sie stellen eine Anishnabek-Gruppe dar. Sie bewohnen das Entwässerungsgebiet von Madawaska, Mississippi und Rideau.
Ihre Sprache gehört der Algonkin-Sprachfamilie an.

## Geschichte
- s. a. Geschichte Ontarios
Wo Madawaska, Rideau und Mississippi sich annähern, sehen die Ardoch ihre ursprüngliche Heimat. Sie partizipierten am Handel über den Ottawa River.
Mit dem Vordringen der Siedler stießen versprengte Indianergruppen, auch vom Mississippi, zu den Ardoch, die um 1850 ihre Sommergebiete (Kanasatake) im Süden nicht mehr aufsuchen konnten.
Das erste für Algonkin-Gruppen 1844 reservierte Land befand sich am Bob’s Lake im traditionellen Gebiet der Ardoch. Einige Ardoch-Familien hatten bereits früher eine Erlaubnis zum Erwerb von 2000 Acre Land erworben, doch im Laufe der 1850er Jahre wurden sie durch nicht genehmigten Holzeinschlag vertrieben. Die irischen Siedler, die ihnen folgten, verbrannten das Holz, um Pottasche zu gewinnen. Zahlreiche Sägemühlen, Farmen und auch Minen prägten das Bild, wie überall am Südufer des Ottawa.
Die Ardoch verdingten sich auf Farmen um Kingston und Amherstview. Viele von ihnen versuchten während des Ersten Weltkriegs einen Ausweg aus der Misere und dem offenen Rassismus zu finden. Die Zurückgelassenen betrieben kleine Farmen, betätigten sich als Fallensteller und führten Touristen.
In den 1930er Jahren wurde das Reservat der Algonquins of Golden Lake als Indianerreservat anerkannt. Kanada hatte Ontario das Land 1874 zur Ansiedlung von fünf Algonkinfamilien abgekauft. Doch dies führte zu komplizierten Konflikten, denn die Provinz hatte den Algonkin Provincial Park eingerichtet, in dem die Indianer nicht mehr jagen durften. Andererseits waren die mittellosen Indianer weitgehend von der Hilfe Ontarios abhängig. Dabei bot der Schutz der Regierung Vorteile, die Gemeinden wie Mattawa, Whitney, Lake St. Peter, Calabogie usw. nicht genossen. Am Bob’s Lake verdrängten dennoch neue Siedler die Ardoch.

### Kampf um traditionellen Wildreis (1981)

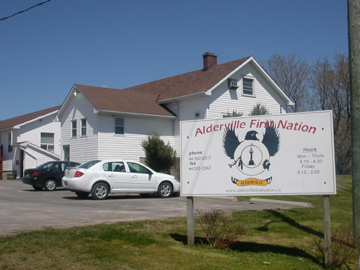
Stammesbüro der Alderville First Nation

1981 vereinigten sich die Ardoch mit den Gemeinden von Alderville, Tyendinaga, Curve Lake und Hiawatha zu einem 27-tägigen Stand-off, um ihren Anspruch auf Wildreis (manomin) zu untermauern, der bei Ardoch wächst. Er stellt hier seit langer Zeit eine der wichtigsten traditionellen Speisen dar. Das Sammelrecht hatten die Ardoch seit etwa 1850 mit anderen Sammlern aus Alderville und Curve Lake geteilt. Schon der Bau des Trent-Kanals hatte ihr Habitat teilweise zerstört. Die kanadische Polizei drang am 30. August 1981 mit Booten und Hubschraubern sowie mehreren hundert Polizisten in das von den Ardoch beanspruchte Gebiet vor, um ein Boot zum Mud Lake zu eskortieren.
Am nächsten Tag besetzten die Ardoch ihr traditionelles Gebiet für 27 Tage. Ihr Führer war der damalige Ältere (Elder) und heutige Ehrenhäuptling der Ardoch. Immerhin erreichte er vor Gericht, dass die Regierung zugab, dass der Vorgang ohne rechtliche Handhabe gewesen war. Seitdem sind die Reisgebiete geschützt. Viele Ardoch glauben, dieser überraschende juristische Erfolg und das lange Durchhalten beim Ardoch Stand-off seien nur durch die Hilfe ihrer Ahnen möglich gewesen. Erstmals hatten sie eine Art Sieg errungen, was das Selbstbewusstsein vieler Ardoch hob, so dass sich viele von den Familien am Sharbot Lake, Bob’s Lake, vom Fall River, vom Eel und vom Eagle Lake, vom Big Rideau Lake, vom Tay River, Mattawachen, Calabogie und Ottawa zu ihnen zählten.

### Selbstorganisation der Nicht-Status-Indianer, Stammesrechte
Bis 1991 bemühten sich Harold Perry und Bob Lovelace, die Familien zusammenzubringen und Geschichte und Stammbäume zu rekonstruieren. In diesem Jahr kamen sie zu einer nationalen Versammlung der Nicht-Status-Indianer (non-status Indians), und im Juni des folgenden Jahres gründeten sie die Ardoch Algonquin First Nation and Allies.
1991 ließ sich die Gruppe am Golden Lake auf ein Jagdabkommen mit Ontario ein, das ihren Anspruch auf das Parkgebiet schwächte. So zogen sich die Ardoch 1994 aus den Verhandlungen um Landansprüche zurück, wollten aber jedem Ardoch den Rücken stärken, der auf seinen Jagdrechten beharrte. 1996 scheiterte die Regierung vor dem Ontario Appellate Court, als sie die Rechte der Ardoch rückgängig machen wollte.
1998 brachten die Ardoch Ontario vor den Obersten Gerichtshof, weil sie ohne legale Grundlage von den Einnahmen aus dem Rama Casino abgeschnitten worden waren. Dabei konnten sie als nicht anerkannter Stamm erstmals Stammesrechte durchsetzen. Des Weiteren setzten sie Einzelrechte in den Ontario Municipal Boards und vor den Environmental Review Tribunals durch.
Inzwischen sind die Beziehungen zu den Pikwakanagan (Golden Lake) sehr gut. Doch das Image des Stammes wurde durch Versuche Einzelner beschädigt, sich unter Umgehung der Versammlung der Familienoberhäupter zu bereichern. In einem Fall ging aus den entsprechenden Abmachung das Sharbot Lake Area Committee hervor, die spätere Sharbot Mishigaming Anishinbeg First Nation. Ein weiterer Fall ist die Gruppe, die sich selbst Ardoch Algonquins nennt, und die auch im Algonquin Nation Tribal Council  (ANTC) sitzt. Diese Streitigkeiten haben bisher unüberbrückbare Gegensätze geschaffen.
Im April 2007 kündigte der Stamm an, das Manomin Heritage Centre am Pine Lake, nordwestlich vom Sharbot Lake, zu bauen.

## Aktuelle Situation
Inzwischen suchen Uranprospektoren weltweit nach dem immer teurer werdenden Metall. In dem Gebiet rund 100 km westlich von Ottawa nahe Crotch Lake (Robertsville) sucht Frontenac Ventures nach Uran. Das Gebiet ist rund 12.000 ha groß und umfasst sowohl Kronland, als auch Privatbesitz. Das Gesetz von Ontario gestattet die Suche nach Bodenschätzen auch dort, wo privater Grund ist. Danach erwerben die Eigentümer zwar das Land, aber nicht die Mineralien darunter. Prinzipiell kann also jedes Rohstoffunternehmen beginnen, Straßen zu bauen, Wälder zu roden und Versorgungsleitungen zu legen. Daher schlossen sich die betroffenen Siedler dem Protest zunehmend an.

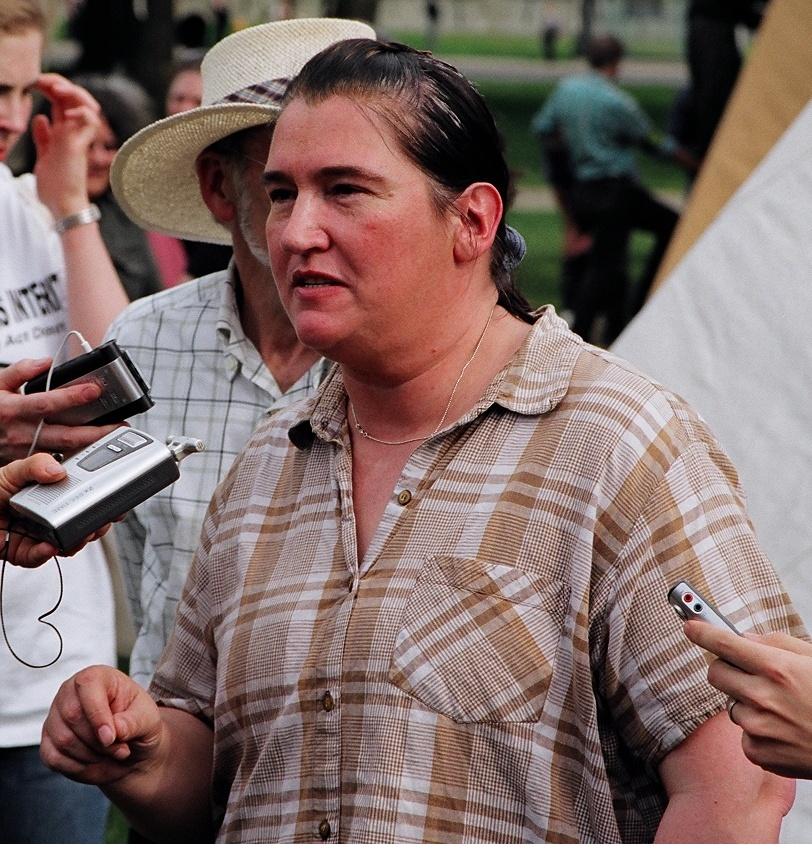
Paula Sherman im Jahr 2008 bei einer Kundgebung im Queen's Park von Toronto

Vor Gericht bekam das Unternehmen jedoch Recht, und auch die erneute Blockade des Geländes im Januar – bereits von Juni bis Oktober 2007 war das Gelände besetzt gewesen – half den Ardoch und den mit ihnen verbündeten Shabot Obaadiwan-Algonkin nicht. Im Gegenteil wurde der Ardoch-Häuptling am 15. Februar 2008 verhaftet und zu einer Geldbuße von 25.000 Dollar und einem halben Jahr Gefängnis verurteilt. Paula Sherman, Co-Häuptling, wurde zwar die Gefängnisstrafe erlassen, aber auch sie sollte 15.000 Dollar zahlen. Dazu musste die Mutter von drei Kindern zusagen, nicht weiter gegen den Uranabbau zu protestieren.
Nach Urteilen des Obersten Gerichtshofs ist jede Provinz bei Eingriffen in die traditionellen Gebiete der First Nations zu Konsultationen verpflichtet. Cam Clark, der Unterhändler der Provinz Ontario, beharrte offenbar darauf, dass die Bohrungen auch schon während der Verhandlungen beginnen können. Da dies für die Ardoch inakzeptabel war, entschlossen sie sich Anfang Februar, die Bohrstelle zu blockieren. Als Häuptling Bob Lovelace und mehrere andere Blockierer verhaftet wurden, protestierten Hunderte vor dem Gefängnis in Napanee. Am 21. Februar wurde er ins Central East Correctional Centre in Lindsay verbracht.
Inzwischen setzen sich Angehörige der kanadischen Green Party und Amnesty International für den Gefangenen ein, der zurzeit weder an der Queen's University noch am Sir Sandford Fleming College weiterunterrichten kann. Seine vier Kinder werden von seiner Frau Stephanie versorgt. Die Union der Häuptlinge von British Columbia (Union of British Columbia Indian Chiefs) unterstützt inzwischen seine Forderungen. Die Kritik richtet sich gegen die Regierung der Provinz Ontario.
Auch der Toronto Star kritisierte das Verhalten der Regierung, nicht den Richterspruch. Vor allem richtete sich die Kritik gegen Premier Dalton McGuinty, der sich nicht an die Rechtsprechung des Obersten Gerichtshofs gehalten hatte, die Konsultationen zwingend vorsieht. Auch wenn Explorationen in Ontario seit 1878 einer besonderen Gesetzgebung unterliegen, so kann dieses Recht doch nicht kanadisches Recht brechen. Damit müsste diese Frage erst geklärt werden. Rechtens sei es, wenn der Premier die Bohrungen bis zur Klärung dieser Frage stoppen würde.
Am 20. April 2008 versammelten sich 400 Menschen, um gegen die Vorgehensweise der Provinzregierung und die Inhaftierungen zu protestieren, unter ihnen Phil Fontaine, der Grand Chief der Assembly of First Nations.